# Isolering
Isolering er både betegnelsen for at reducere flow af f.eks. varme, elektricitet eller lyd. Ordet kan også anvendes som synonym det isolerende materiale. God isolering nedsætter evnen til at lede varme, elektricitet eller lyd, og ændrer ikke isoleringsevnen over tid. Termisk isolering forekommer eksempelvis, hvor det er ønskeligt, at to tilgrænsende rum eller materialer skal opretholde forskellig temperatur. Når man udendørs om vinteren tager mere tøj på, isolerer tøjet mod den lavere lufttemperatur, således at man lettere kan opretholde kroppens normaltemperatur på 37 grader.
Graden af isolering afhænger af, hvilket materiale, der anvendes (varmeledningsevnen), af materialetykkelsen, af temperaturforskellen på hver side af isoleringen, samt de generelle fysiske forhold i området. Stillestående vand og luft isolerer godt, og dette udnyttes f.eks. i våddragter, hvor der i dragten er et tyndt lag stillestående vand, og i termoruder, hvor der er stillestående luft mellem to (eller flere) lag glas.
Isolering til huse skal sædvanligvis ikke blot opfylde et krav om lav varmeledning, men også krav om modstanddygtighed over for fugt og insekter og bør helst ikke indeholde giftige stoffer såsom rottegift eller bromerede flammehæmmere. Ydermere skal det have lang holdbarhed. De mest anvendte isoleringsmaterialer til huse er mineraluld (som er enten sten eller glasuld), PIR som er en modificeret polyurethan, ekspanderet polystyren ("flamingo"), papiruld, træfiber og perlit. Isoleringsmaterialerne skal kunne indbygges i en konstruktion som lever op til de gældende brandkrav. Selve installationen af isoleringsmaterialet påvirkes af faktorer som vægt, fleksibilitet og om der skal anvendes beskyttelsesmateriale, når det håndteres.

## Termisk isolering
Termisk isolering refererer normalt til brugen af passende isoleringsmaterialer og designtilpasninger til bygninger for at bremse overførslen af varme gennem kabinettet for at reducere varmetab og -forstærkning.   Overførslen af varme er forårsaget af temperaturforskellen mellem indendørs og udendørs. Varme kan overføres enten ved ledning, konvektion eller stråling:
• Varmeledning. Varmeledning er overførsel af energi ved tilfældige stød mellem atomare partikler uden at der sker stoftransport.
• Konvektion. Ved konvektion overføres energi gennem bevægelsen af en fluid mellem et varmt og et koldt legeme, altså en stoftransport af væske eller gas.
• Varmestråling. Ved varmestråling overføres energi i form af elektromagnetisk stråling mellem flader. 
Varmeledning er tæt forbundet med udbredelsesmediet. I bygninger tabes varme ved transmission gennem lofter, vægge, gulve, vinduer og døre. Dette varmetab er normalt uønsket. En kuldebro er en uønsket sted, hvor kulden lettere leder varmen ud af fx en bygning. Det øger belastningen på opvarmning eller nedkølingssystemer, hvilket resulterer i mere energispild, og reducerer også den termiske komfort for mennesker i bygningen. Termisk isolering i bygninger er en vigtig faktor for at opnå termisk komfort for beboerne. Isolering reducerer uønsket varmetab eller varmetilførsel og kan reducere energibehovet til varme- og kølesystemer. Termisk isolering af en bygning omfatter sædvanligvis ikke ventilation af denne, men den kan påvirke niveauet af lydisolering. I snæver forstand kan isolering blot henvise til de isoleringsmaterialer, der bruges til at bremse varmetabet, såsom: cellulose, glasuld, stenuld, polystyren, polyurethanskum, vermiculit, perlit, træfiber, plantefibre (cannabis, hør, bomuld) , kork osv.), genbrugt bomuldsdenim, halm, animalske fibre (fåreuld), cement og jord eller jord, reflekterende isolering (også kendt som en strålende barriere), men det kan også involvere en række designs og teknikker, der skal løses de vigtigste former for varmeoverførsel - ledning, stråling og konvektionsmaterialer.
Andre former for isolering er muslingeskaller, halm, glas-skum. Papirisolering benyttes også, især i forbindelse med hulmursisolationer, hvor det blæses ind mellem yder- og indermuren, eller som loftsisolering, hvor det udlægges på det eksisterende luft. Papirisolerings brændbarhed reduceres ved tilsætning af forskellige borforbindelser, hvilket også reducerer grobunden for mikroorganismer og svampe.
De fleste af materialerne i ovenstående liste tilbageholder kun en stor mængde luft eller andre gasser mellem materialets molekyler. Gassen leder varme meget mindre end de faste stoffer. Disse materialer kan danne gashulrum, som kan bruges til at isolere varme med lav varmeoverførselseffektivitet. Denne situation forekommer også i pelsen af dyr og fuglefjer, dyrehår kan anvende den lave varmeledningsevne af små gaslommer for at opnå formålet med at reducere varmetab. Vakuumisoleringsplader og refleksiv isolering repræsenterer en anden type isolering.
Refleksiv isolering fungerer dog mest som isolering i forbindelse med varmestråling , og deres effekt er omdiskuteret, særligt på længere sigt.
Effektiviteten af reflekterende isolering (strålebarriere) vurderes almindeligvis ved reflektiviteten (emittansen) af overfladen med luftrummet vendt mod varmekilden.
Effektiviteten af bulkisolering vurderes almindeligvis ud fra dens R-værdi, (angivet i K⋅W−1⋅m2 i SI enheder), eller dens reciproke størrelse, varmeledningsevnen eller U-værdien (angivet i W⋅K−1⋅m−2). For eksempel skal ydervægge og kældervægge (mod jord) i danske huse opført efter 2020 overholde et U-værdi på 0,12 W⋅K−1⋅m−2 eller under . Nyere bygninger skal leve op til en højere standard end dem, der er bygget under tidligere versioner af regulativet. Det er vigtigt at forstå at den enkelt R-værdi eller U-værdi tager ikke højde for byggeriets kvalitet eller lokale miljøfaktorer for hver bygning. Byggekvalitetsproblemer kan omfatte utilstrækkelige dampspærrer og problemer med træksikring. Derudover er egenskaberne og densiteten af selve isoleringsmaterialet kritisk. De fleste lande har en vis ordning med enten inspektioner eller certificering af godkendte installatører for at sikre, at gode standarder opretholdes.

## Elektrisk isolering
Til elektrisk isolering bruges forskellige materialer, herunder porcelæn, plast (inkl. ekspanderet polystyren), gummi m.v., og de hvide porcelæns-isolatorer på ældre højspændingsinstallationer er et velkendt eksempel.